# Акротирия
Акротирия е морски залив на Черно море. Разположен е на запад от Несебър, между морските носове Акротирия и Равда.
Заливът е наречен от Евлия Челеби Балгар лиман. На картата на Гуилелмо дел Изъл от 1730 г. е отбелязан с името Балгар порт. Венцел фон Броняр го нарича Балгар Алти и споменава, че е подходящ за корабите при нужда.